# Doświadczenie śmierci

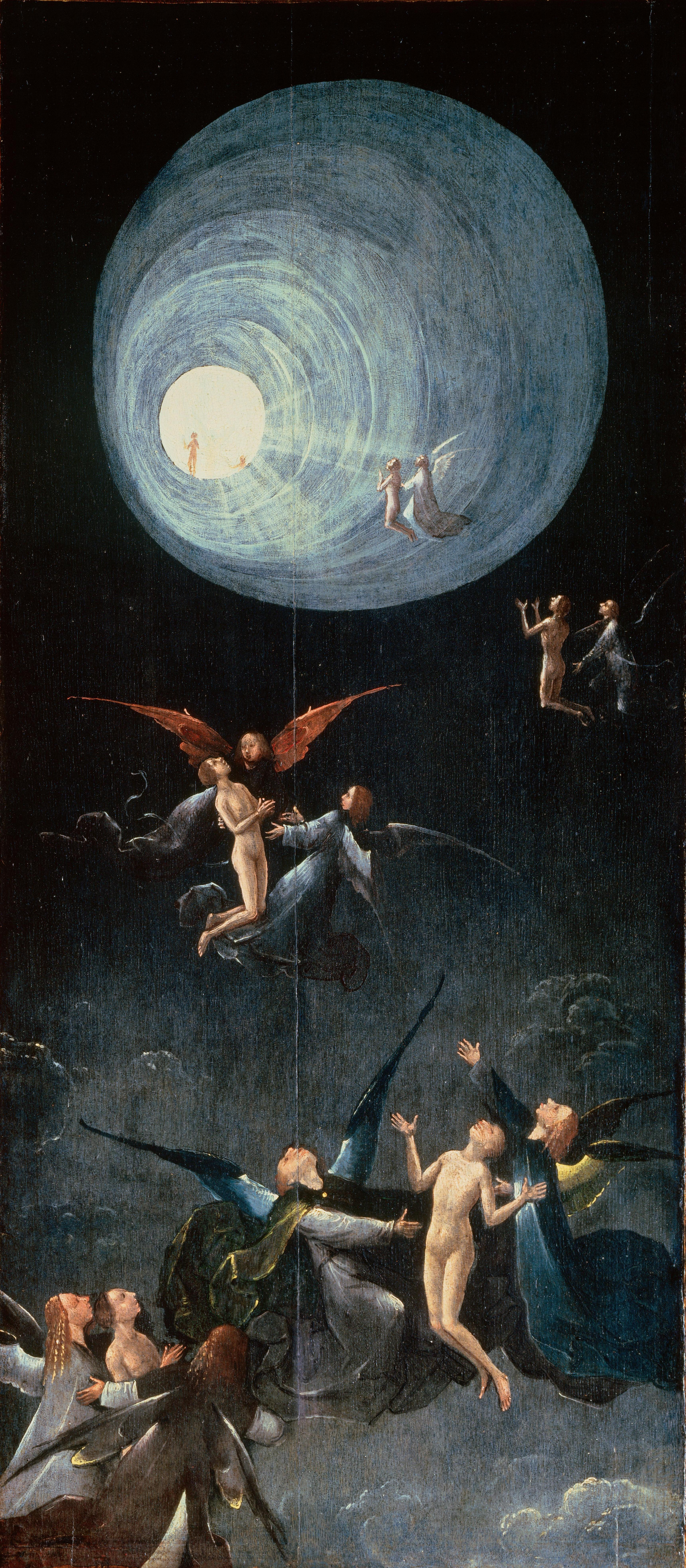
Obraz Hieronima Boscha przedstawiający światło prowadzące przez tunel do życia po śmierci

Doświadczenie śmierci, doświadczenie bliskie śmierci (ang. near-death experience, NDE) – odczucia zmysłowe doświadczane przez osobę, która niemal umarła lub była w stanie śmierci klinicznej. W związku ze stałym postępem nauk medycznych (resuscytacja, reanimacja), tego typu doświadczenia nie należą do rzadkości, np. według ankiety Gallupa, około ośmiu milionów Amerykanów przyznaje, że doświadczyło własnej śmierci. Badania nad doświadczeniami z pogranicza śmierci prowadzili m.in. Elisabeth Kübler-Ross i Raymond Moody. Doświadczenia z pogranicza śmierci nie zależą od płci, cech społeczno-demograficznych, a także wieku (mogą je przeżywać również dzieci).

## Przebieg doświadczeń z pogranicza śmierci
Raymond Moody na podstawie kilkuset opisów doświadczenia wyodrębnił kilkanaście wspólnych elementów, które pojawiały się u różnych osób bez względu na wiek, płeć, wyznawaną religię czy narodowość. Zwrócił on uwagę na fakt, że żaden z opisów nie zawierał wszystkich elementów, natomiast kolejność etapów, przez które przechodzi dana osoba podczas doświadczenia może być różna. Zauważył także, że prawdopodobnie osoby, które dłużej znajdowały się w stanie śmierci klinicznej dawały pełniejsze opisy, jednakże spotkał się także z ludźmi, którzy mimo przebytej śmierci klinicznej nie doświadczyli niczego.
Człowiek przechodzi pierwsze stadium umierania i zapada w stan śmierci klinicznej – w tym momencie słyszy głos lekarza oznajmującego zgon. Po chwili dociera do niego nieprzyjemny dźwięk określany jako buczenie lub głośne dzwonienie. W tym samym czasie odnosi wrażenie przemieszczania się w tunelu. Uświadamia sobie, że przebywa poza ciałem, jednak w bezpośredniej bliskości tak, że może je obserwować, a także próby jego reanimacji – zwykle doznaje wtedy szoku nerwowego. Opanowuje się po chwili, przyzwyczajając do nowych warunków, zauważa, że posiada pewną formę cielesną o zupełnie odmiennej naturze. Wkrótce pojawiają się inni, często zmarli krewni z chęcią pomocy. Pojawia się także świetlista postać, emanująca miłością i ciepłem, która bezsłownie zadaje pytania na temat jego życia, pomagając w jego ocenie poprzez panoramiczną projekcję wydarzeń z przeszłości. W pewnym momencie osoba będąca w stanie śmierci klinicznej zdaje sobie sprawę z istnienia granicy, uzmysławia sobie także konieczność powrotu do życia – pomimo że przepełniona radością i spokojem pragnie pozostać w takiej formie. Wkrótce próby reanimacji przynoszą efekty, a człowiek powraca do życia.
1. Zwykle człowiek ma problemy z opisaniem tych doświadczeń za pomocą słów.
2. Człowiek słyszy rozmowy lekarzy lub znajdujących się w pobliżu ludzi.
3. Doświadcza błogiego uczucia spokoju, miłości i ciszy.
4. Przez moment słyszy dźwięk podobny do buczenia lub dzwonienia.
5. Ma wrażenie przemieszczania się przez ciemny tunel w kierunku światła.
6. Doświadcza przebywania poza ciałem (OOBE).
7. Spotyka innych, zmarłych wcześniej ludzi.
8. Spotyka „świetlistą istotę”, która w zależności od doświadczeń i wiedzy może być określana jako zmarła osoba, anioł, Bóg, Jezus lub inaczej.
9. Doświadcza panoramicznego przeglądu swojego życia (hipermnezja, czyli film z własnym życiem), któremu często towarzyszy „świetlista istota”.
10. Ma wrażenie istnienia granicy lub kresu, po którego przekroczeniu nie będzie już powrotu.
11. Odczuwa konieczność powrotu do życia.
12. W kilku przypadkach osoby doświadczyły czegoś w rodzaju wszechwiedzy, która przeminęła wraz z powrotem do życia.
13. Niektórzy opisywali „świetliste miasta” oraz „krainę błąkających się duchów”.
14. Niektóre doświadczenia związane z bliskością śmierci, wiązały się z obecnością duchowej istoty, wpływającej na bieg wydarzeń i ratującej z opresji.

Doświadczenia z pogranicza śmierci niosą ze sobą silny ładunek emocjonalny. Zwykle towarzyszą im uczucia pozytywne, które często mają charakter ekstatyczny. Łączy się to z wizjami rajskich krain, cudownych obrazów czy niebiańskiej muzyki, co wyzwala uczucie błogości i pełnego spokoju. Długotrwałe efekty to poczucie głębokiego sensu życia i swojego miejsca w świecie oraz brak lęku przed śmiercią wynikający ze zrozumienia, że śmierć ciała nie jest końcem istnienia. 
Nie wszystkie doświadczenia bliskie śmierci mają pozytywny przebieg. Rzadziej, ale zdarzają się, nieprzyjemne uczucia towarzyszące tym doświadczeniom. Wiążą się one z budzącymi lęk wizjami: piekielnych krain, napotykanych potwornych stworzeń i demonów, złowieszczych dźwięków. Do tego może wystąpić uczucie osamotnienia, wyobcowania, czy też świadomość nieistnienia.

## Próby wyjaśnienia
Jedna z akademickich teorii starających się wyjaśnić doświadczenie bliskie śmierci postuluje, że związane jest z zaburzeniami funkcjonowania mózgu, mającymi miejsce m.in. w stanie śmierci klinicznej, a wynikającymi z niedokrwienia kory mózgowej (w tym ośrodka snu i układu limbicznego odpowiedzialnego za emocje), niedotlenienia (na które wrażliwy jest ślimak odpowiedzialny za wrażenia słuchowe), zatrucia, zaburzeń poziomu neurotransmiterów, a więc naruszenia normalnej fizjologii mózgu. Jedna z teorii głosi, że podczas śmierci klinicznej szyszynka prawdopodobnie produkuje duże ilości DMT, jednej z najsilniejszych substancji psychoaktywnych. Za taką interpretacją przemawiają badania neuropsychologiczne, w których udaje się wywoływać podobne efekty poprzez stymulację magnetyczną (TMS) niektórych rejonów kory, głównie płatów skroniowych. Możliwe jest również, że do płynu mózgowo-rdzeniowego uwalniane są endorfiny co blokuje ból i daje radość.
Inne wyjaśnienie o charakterze biologicznym zostało zaproponowane przez George’a Wettacha. Opiera się ono na rozróżnieniu dwóch części mózgu: mózgu gadziego (reptilian brain), starszego ewolucyjnie, który może funkcjonować w niższej temperaturze i przy mniejszych dostępnych źródłach energetycznych oraz mózgu ssaczego (mammalian brain), reprezentowanego przez korę mózgową, bardziej złożonego, ale też bardziej delikatnego. Mózg ssaczy odpowiada za całościową świadomość i w normalnych warunkach dominuje nad mózgiem gadzim. W sytuacjach ekstremalnych (jak doświadczenie z pogranicza śmierci), gdy funkcjonowanie mózgu ssaczego jest ograniczone, tendencja ta odwraca się i zaczyna dominować mózg gadzi. Wszystkie doświadczenia z pogranicza śmierci da się wyjaśnić jako interakcję między mózgiem gadzim i ssaczym.
Inny model o charakterze biologicznym stworzyła Susan Blackmore. Według niej całość przeżyć związanych ze śmiercią kliniczną można wytłumaczyć nadmiernym wydzielaniem endorfin w sytuacjach kryzysowych (takich jak uszkodzenie lub niedotlenienie mózgu). Substancje te powodują zmniejszenie bólu, ale przy okazji wywołują wizje i euforię. Propozycję tę autorka przedstawiła w latach 80. XX wieku. W latach dziewięćdziesiątych zaś wyjaśnienie doświadczeń z pogranicza śmierci oparła na pojęciu modeli mentalnych. Jej zdaniem wszystko czego doświadczamy jest wynikiem modeli mentalnych – wpływają one na obraz i poczucie rzeczywistości. Bazując na informacjach odbieranych przez zmysły system wybiera do reprezentacji rzeczywistości taki model mentalny, na podstawie którego można najlepiej przewidywać zachowanie i który zapewnia najlepsze funkcjonowanie. Niestabilne i chaotyczne modele rzeczywistości są postrzegane przez jednostkę jako halucynacje lub fantazje. Przeżycia składające się na doświadczenia z pogranicza śmierci wydają się występować naprawdę, gdyż w trakcie osłabienia funkcjonowania mózgu reprezentują najbardziej stabilny z możliwych modeli ja.
Do świadomości, w wyjaśnieniu doświadczeń z pogranicza śmierci, odwoływał się także Todd Murphy. Według niego doświadczenie to działa niczym algorytm bazujący na procesach biologicznych, który zmienia stany świadomości. Murphy odwoływał się do teorii ewolucyjnych – jego zdaniem mechanizm selekcji naturalnej ułatwia powtórne narodziny, zaś panoramiczny przegląd życia jest procesem uczenia, w trakcie którego jednostka dokonuje przeglądu własnego życia i nabywa wiedzy, która zostanie wykorzystana po powrocie do życia, w celu lepszej adaptacji.
Również psychoanalitycy zaproponowali wyjaśnienie doświadczeń z pogranicza śmierci. Ich zdaniem przeżycia składające się na nie (np. wizje) pełnią funkcję mechanizmów obronnych, które mają zapobiegać nadmiernej traumie emocjonalnej. Kiedy świadomość niebezpieczeństwa utraty życia jest nie do uniknięcia, fantazje i marzenia pozwalają zapanować nad faktami, a więc dochodzi do triumfu złudzeń nad rzeczywistością. Pojawiają się fantazje regresywne w postaci panoramicznego przeglądu życia oraz fantazje o raju, jako metafora powrotu do stanu prenatalnej, oceanicznej rozkoszy. Wszystko to ma służyć obronie przed lękiem.
Większość badaczy jest zdania, że klasyfikowanie tego typu zjawisk jako paranormalne jest nieuzasadnione. Wątpliwości budzą jednak m.in. odczucia zmysłowe związane z obserwowaniem i zapamiętywaniem otoczenia przez osobę nieprzytomną. Wątpliwości miał rozwiać międzynarodowy projekt AWARE przeprowadzony od lipca 2008 do grudnia 2012 z udziałem lekarzy z 15 szpitali ze Stanów Zjednoczonych, Wielkiej Brytanii i Austrii. W celu sprawdzenia hipotezy o możliwości oddzielenia się od swojego ciała, w szpitalach biorących udział w projekcie badawczym zamontowano pod sufitem, w miejscach gdzie spodziewano się, że może być przeprowadzana resuscytacja, półki, na których położono różne obrazki. Było je można zobaczyć jedynie spod sufitu, więc, zgodnie z założeniami, jeśli pacjent podczas resuscytacji oddzielił się od swojego ciała i pamięta wszystko co widział, powinien także być w stanie powiedzieć co znajdowało się na obrazku. Pogłębiona faza badań objęła 101 osób, z których 55 pamiętało cokolwiek z czasu utraty świadomości. Najczęściej było to poczucie, że wszystko dzieje się szybciej lub wolniej niż zwykle (27 osób) oraz odczuwanie spokoju i przyjemności (22 osoby); 13 osób przyznało, że ich zmysły były bardziej ostre niż zwykle i tyle samo miało poczucie oddzielenia się od swojego ciała. Jednak tylko 2 osoby potwierdziły słuchową albo wzrokową świadomość tego, co działo się podczas resuscytacji.
Nieskuteczna okazała się weryfikacja ich wrażeń przy pomocy obrazków ulokowanych pod sufitem, bowiem w miejscach, w których akurat oni byli poddawani resuscytacji takie obrazki nie były umieszczone.